# Alessandra Gasparelli
Alessandra Gasparelli (Borgo Maggiore, 3 settembre 2004) è una velocista sammarinese, detentrice dei record nazionali nei 60 metri piani, nei 100 metri piani, nei 200 metri piani e nella staffetta 4×100 metri.

## Biografia
Nel febbraio 2023 è vice campionessa italiana juniores nei 60 metri piani indoor ad Ancona. A luglio vince i 100 metri piani ai campionati italiani juniores a Grosseto.
Nel febbraio 2024 è campionessa italiana promesse nei 60 metri piani indoor ad Ancona.

## Record nazionali[5]
Seniores
- 60 metri piani indoor: 7"37 ( Ancona, 20 gennaio 2024)
- 100 metri piani: 11"50 ( Maribor, 24 giugno 2025)
- 120 metri piani: 14"16 ( Serravalle, 13 aprile 2024)
- 150 metri piani: 17"60 ( Modena, 1º maggio 2024)
- 200 metri piani: 23"65 ( Modena, 5 maggio 2024)
- 200 metri piani indoor: 24"24 ( Ancona, 11 gennaio 2025)
- 200 metri ostacoli: 29"66 ( Misano Adriatico, 10 aprile 2021)
- Staffetta 4x100 metri: 47"57 ( Andorra la Vella, 31 maggio 2025) (Rebecca Guidi, Greta San Martini, Noemi Cola, Alessandra Gasparelli)

Promesse (under 23)
- 60 metri piani indoor: 7"37 ( Ancona, 20 gennaio 2024)
- 100 metri piani: 11"50 ( Maribor, 24 giugno 2025)
- 120 metri piani: 14"16 ( Serravalle, 13 aprile 2024)
- 150 metri piani: 17"60 ( Modena, 1º maggio 2024)
- 200 metri piani: 23"65 ( Modena, 5 maggio 2024)
- 200 metri piani indoor: 24"24 ( Ancona, 11 gennaio 2025)
- 200 metri ostacoli: 29"66 ( Misano Adriatico, 10 aprile 2021)

Juniores (under 20)
- 60 metri piani indoor: 7"46 ( Ancona, 29 gennaio 2023)
- 80 metri piani: 10"05 ( Faenza, 1º settembre 2021)
- 100 metri piani: 11"55 ( Modena, 8 luglio 2023)
- 150 metri piani: 19"12 ( Misano Adriatico, 10 aprile 2021)
- 200 metri piani: 24"30 ( Chorzów, 22 giugno 2023)
- 200 metri ostacoli: 29"66 ( Misano Adriatico, 10 aprile 2021)

Allieve (under 18)
- 60 metri piani indoor: 7"82 ( Ancona, 24 gennaio 2021)
- 80 metri piani: 10"05 ( Faenza, 1º settembre 2021)
- 100 metri piani: 12"17 ( Serravalle, 5 giugno 2021)
- 150 metri piani: 19"12 ( Misano Adriatico, 10 aprile 2021)
- 200 metri piani: 25"37 ( Imola, 23 maggio 2021)
- 200 metri ostacoli: 29"66 ( Misano Adriatico, 10 aprile 2021)

## Progressione

### 60 metri piani indoor
| Stagione | Misura | Luogo    | Data      | Rank. Mond. |
| -------- | ------ | -------- | --------- | ----------- |
| 2024/25  | 7"45   | Belgrado | 15-2-2025 |             |
| 2023/24  | 7"37   | Ancona   | 20-1-2024 |             |
| 2022/23  | 7"46   | Ancona   | 29-1-2023 |             |
| 2021/22  | 7"48   | Ancona   | 16-1-2022 |             |
| 2020/21  | 7"82   | Ancona   | 24-1-2021 |             |
| 2019/20  | 7"97   | Ancona   | 15-2-2020 |             |

### 100 metri piani
| Stagione | Misura | Luogo            | Data      | Rank. Mond. |
| -------- | ------ | ---------------- | --------- | ----------- |
| 2025     | 11"50  | Maribor          | 24-6-2025 |             |
| 2024     | 11"54  | Parigi           | 2-8-2024  |             |
| 2023     | 11"55  | Modena           | 8-7-2023  |             |
| 2022     | 11"67  | Marsa            | 11-6-2022 |             |
| 2021     | 12"17  | Serravalle       | 5-6-2021  |             |
| 2020     | 12"86  | Misano Adriatico | 27-8-2020 |             |

### 200 metri piani
| Stagione | Misura | Luogo         | Data      | Rank. Mond. |
| -------- | ------ | ------------- | --------- | ----------- |
| 2024     | 23"65  | Modena        | 5-5-2024  |             |
| 2023     | 24"30  | Chorzów       | 22-6-2023 |             |
| 2022     | 24"81  | Forlì         | 15-5-2022 |             |
| 2021     | 25"37  | Imola         | 23-5-2021 |             |
| 2020     | 26"91  | Santarcangelo | 25-8-2020 |             |

## Palmarès
| Anno | Manifestazione                        | Sede             | Evento      | Risultato | Prestazione | Note             |
| ---- | ------------------------------------- | ---------------- | ----------- | --------- | ----------- | ---------------- |
| 2021 | Campionati dei piccoli stati d'Europa | Serravalle       | 100 m piani | 5ª        | 12"17       |                  |
| 2021 | Campionati dei piccoli stati d'Europa | Serravalle       | 200 m piani | 9ª        | 25"98       |                  |
| 2021 | Europei U20                           | Tallinn          | 100 m piani | Batteria  | 12"43       | [ 6 ]            |
| 2022 | Campionati dei piccoli stati d'Europa | Marsa            | 100 m piani | Oro       | 11"67       | Record nazionale |
| 2022 | Campionati dei piccoli stati d'Europa | Marsa            | 200 m piani | 5ª        | 24"79       |                  |
| 2022 | Giochi del Mediterraneo               | Orano            | 100 m piani | Batteria  | 11"96       | [ 7 ]            |
| 2022 | Giochi del Mediterraneo               | Orano            | 200 m piani | Batteria  | 24"93       | [ 8 ]            |
| 2022 | Mondiali U20                          | Cali             | 100 m piani | Batteria  | 12"27       |                  |
| 2023 | Mediterraneo U23 indoor               | Valencia         | 60 m piani  | 5ª        | 7"53        |                  |
| 2023 | Europei indoor                        | Istanbul         | 60 m piani  | Batteria  | 7"63        | [ 9 ]            |
| 2023 | Giochi dei piccoli stati d'Europa     | Marsa            | 100 m piani | Bronzo    | 11"47       | w                |
| 2023 | Giochi dei piccoli stati d'Europa     | Marsa            | 200 m piani | 5ª        | 24"44       | [ 11 ]           |
| 2023 | Giochi dei piccoli stati d'Europa     | Marsa            | 4×100 m     | Bronzo    | 48"45       | [ 12 ]           |
| 2023 | Europei U20                           | Gerusalemme      | 100 m piani | Batteria  | 11"68       | [ 13 ]           |
| 2024 | Mondiali indoor                       | Glasgow          | 60 m piani  | Batteria  | 7"45        | [ 14 ]           |
| 2024 | Mediterraneo U23                      | Ismailia         | 100 m piani | Oro       | 11"42       | w                |
| 2024 | Europei                               | Roma             | 100 m piani | Batteria  | 11"60       | [ 16 ]           |
| 2024 | Giochi olimpici                       | Parigi           | 100 m piani | Batteria  | 11"54       | [ 17 ]           |
| 2025 | Giochi dei piccoli stati d'Europa     | Andorra la Vella | 100 m piani | Argento   | 11"73       | [ 18 ]           |
| 2025 | Giochi dei piccoli stati d'Europa     | Andorra la Vella | 200 m piani | Argento   | 24"39       | [ 19 ]           |
| 2025 | Giochi dei piccoli stati d'Europa     | Andorra la Vella | 4x100 m     | 6ª        | 47"57       | [ 20 ]           |

## Campionati nazionali
- 1 volta campionessa nazionale italiana promesse indoor dei 60 m piani (2024)
- 1 volta campionessa nazionale italiana juniores dei 100 m piani (2023)

2023
- Argento ai campionati italiani juniores indoor (Ancona), 60 m piani - 7"53
- 11ª in batteria ai campionati italiani assoluti indoor (Ancona), 60 m piani - 7"51
- Oro ai campionati italiani juniores (Grosseto), 100 m piani - 11"71[21]
- 5ª ai campionati italiani assoluti (Molfetta), 100 m piani - 11"82

2024
- Oro ai campionati italiani promesse indoor (Ancona), 60 m piani - 7"37 =

2025
- 5ª ai campionati italiani assoluti (Caorle), 100 m piani - 11"70
- Finale ai campionati italiani promesse indoor (Ancona), 60 m piani - dq[22]
- 10ª in batteria ai campionati italiani assoluti indoor (Ancona), 60 m piani - 7"47[23]

## Altre competizioni internazionali
2021
- 6ª ai Campionati europei a squadre (Terza divisione), ( Limassol), 100 m piani - 12"27
- 6º ai Campionati europei a squadre (Terza divisione), ( Limassol), staffetta 4x100 m - 49"52

2023
- Argento ai Campionati europei a squadre (Terza divisione), ( Chorzów), 100 m piani - 11"65
- Bronzo ai Campionati europei a squadre (Terza divisione), ( Chorzów), 200 m piani - 24"30
- Squalificate ai Campionati europei a squadre (Terza divisione), ( Chorzów), 4x100 m - DSQ

2025
- Oro ai Campionati europei a squadre (Terza divisione), ( Maribor), 100 m piani - 11"50
- Bronzo ai Campionati europei a squadre (Terza divisione), ( Maribor), 200 m piani - 23"84